# Peter Kohl (Unternehmer)
Peter Kohl (* 28. August 1965 in Ludwigshafen am Rhein) ist ein deutscher Autor und Unternehmer. Er ist der zweite Sohn des ehemaligen deutschen Bundeskanzlers Helmut Kohl und dessen erster Ehefrau Hannelore Kohl sowie der jüngere Bruder von Walter Kohl.

## Leben
Peter Kohl besuchte eine Waldorfschule in Mannheim und absolvierte sein Abitur im Mai 1985 an einem Mannheimer Gymnasium. Danach war er für zwei Jahre Soldat auf Zeit bei der Bundeswehr. Ab Herbst 1987 studierte er am Massachusetts Institute of Technology sowie an den Universitäten Wien und Cambridge. 1998 gründete er in London zusammen mit Matthias Ruhland die Firma K&R Partners Limited. Nach langen Jahren in London ist er heute selbständiger Unternehmer in der Nähe von Zürich.
Seit 2001 ist er mit der türkischen Bankerin Elif Sözen verheiratet, die er während seines Studiums in den USA in Boston kennengelernt hatte und mit der er eine gemeinsame Tochter hat (* 2002). Im Geburtsjahr seiner Tochter veröffentlichte er mit der Journalistin Dona Kujacinski bei Droemer Knaur eine vielfach rezipierte Biografie über seine Mutter Hannelore Kohl, die ein Jahr zuvor durch Suizid gestorben war.

## Publikationen
- Peter Kohl, Dona Kujacinski: Hannelore Kohl. Droemer, München 2002; aktualisierte Neuausgabe: Knaur, München 2013, ISBN 978-3-426-78557-7.